# Juan Carlos Sánchez
Juan Carlos Sánchez Ampuero (ur. 1 marca 1985 w Cochabambie) – boliwijski piłkarz występujący na pozycji obrońcy. Zawodnik klubu Blooming.

## Kariera klubowa
Sánchez karierę rozpoczynał w 2004 roku w zespole Aurora. W tym samym roku wywalczył z nim wicemistrzostwo fazy Apertura. W Aurorze spędził 2 sezony. W 2006 roku odszedł do The Strongest. Jednak jeszcze w tym samym roku wrócił do Aurory. W 2008 roku zdobył z nią mistrzostwo fazy Clausura.
W 2009 roku Sánchez przeszedł do zespołu Blooming. W tym samym roku wywalczył z nim mistrzostwo fazy Clausura.

## Kariera reprezentacyjna
W 2004 roku Sánchez został powołany do reprezentacji Boliwii na turniej Copa América. Nie zagrał jednak na nim ani razu, a Boliwia odpadła z rozgrywek po fazie grupowej.